# DayZ (datorspel)
DayZ är ett överlevnadsspel utvecklat av Bohemia Interactive för Microsoft Windows och är en fristående version av DayZ (modd). En alfa av spelet släpptes den 16 december 2013. Det har också annonserats att en Playstation 4-version skall vara under utveckling. DayZ lanserades på Playstation 4, 29 Maj 2019
Spelet utspelar sig fyra år efter Operation Harvest Red i den post-sovjetiska staten Chernarus vars yta är 230 km² stor. Ett okänt virus har dödat en stor del av världens befolkning och spelarna måste nu överleva i en zombie-apokalyps. Spelarna kan välja att attackera varandra eller samarbeta i det här gigantiska landskapet. Man startar spelet med grundläggande kläder, en ficklampa och ett 9-volts batteri som går att sätta i ficklampan. Spelarens karaktär startar nära havet, oftast också nära en mindre by eller stad och man är fri att göra vad man vill efteråt. Spelarens mål i spelet är att överleva så länge man kan, genom att undvika zombies, skydda sig från olika typer av sjukdomar och akta sig för andra, farliga spelare på samma server. För att överleva behöver man resurser såsom mat och vatten men också olika typer av vapen och medicin. Resurser hittas främst inne i olika byggnader och spelare dras därför lätt till städer, där det kan uppstå konflikter och krig. En rad olika kroppsrörelser, en lokal skriftlig chatt och en röstchatt kan användas för att kommunicera med andra spelare.